# De Hoogerwerf
De Hoogerwerf is een bedrijventerrein en buurt (buurt 10; officiële naam: Bedrijventerrein Langeweg Rembrandtstr.) in het zuiden van het dorp Oud-Beijerland, gemeente Hoeksche Waard, in de Nederlandse provincie Zuid-Holland. Het terrein heeft een oppervlakte van 57 ha. Het bedrijventerrein raakt in het noorden de Croonenburghwijk en in het westen de Zuidwijk. De Hoogerwerf is bereikbaar vanaf de Langeweg en de N217. De Bosschen is het grotere broertje van dit bedrijventerrein.
Op De Hoogerwerf staat de Hersteld Hervormde Anatothkerk, de enige kerk in Nederland met die naam. De straten op De Hoogerwerf zijn vernoemd naar automerken. 

## Straten in De Hoogerwerf
- Aston Martinlaan
- Donkervoortlaan
- Ferrarilaan
- Kwakscheweg
- Lamborghinilaan
- Langeweg
- Lotuslaan
- Maseratilaan
- Spykerlaan

Wijk 00: De Bosschen · De Hoogerwerf · Centrum-Noord · Centrum-Zuid · Croonenburghwijk · Landelijk gebied · Oosterse Gorzenwijk (Gorzenhoek) · Poortwijk (Poortwijk I, II en III) · Spuioeverwijk · Zeeheldenwijk · Zinkweg · Zoomwijck · Zuidwijk